# Бялик, Маим
Ма́им Бя́лик (англ. Mayim Bialik, на американском английском произносится Ма́йэм Биа́лик; род. 12 декабря 1975, Сан-Диего, Калифорния, США) — американская актриса, наиболее известная по ролям Блоссом Руссо в ситкоме «Блоссом» (1990—1995) и Эми Фарры Фаулер в «Теории Большого взрыва» (2010—2019). Четырёхкратная номинантка на «Эмми» за лучшую женскую роль второго плана в комедийном телесериале.
Также с 2008 года является PhD по нейробиологии (её диссертация была посвящена синдрому Прадера-Вилли).

## Биография
Бялик родилась в Сан-Диего в семье Барри Бялика и Беверли Уинклман. Её предки были родом из Польши, Чехословакии и Венгрии. Воспитана в традициях реформистского иудаизма, владеет идишем.

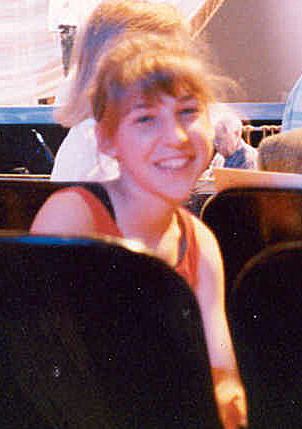
Маим Бялик в 1989 году.

Бялик начала свою карьеру ещё ребёнком в конце 1980-х годов. Первую роль она сыграла в фильме ужасов «Тыквоголовый», а также появлялась в качестве гостя в телесериале «Факты жизни» и телесериале «Красавица и чудовище». Актриса появлялась в трёх эпизодах телесериала «Секретный агент Макгайвер» в роли Лизы Вудман. В 1988 году она сыграла молодую Бетт Мидлер в фильме «На пляже», а также появлялась в клипе Майкла Джексона Liberian Girl.
В 1990 году Бялик снялась в двух телевизионных сериалах: «Моллой» на телеканале Fox и «Блоссом» на телеканале NBC. Сериал «Моллой» получил более низкий рейтинг, чем «Блоссом», в итоге был снят с эфира после 6 серии, тогда как «Блоссом» снимался до 1995 года.
В период с 1995 по 2005 год Бялик озвучивала роли в таких мультсериалах как «Эй, Арнольд!», «Джонни Браво», «Переменка» и других.
В 2006 году актриса появилась в фильме «Каламазу?». Также она снялась в трёх эпизодах комедийного сериала HBO «Умерь свой энтузиазм» в роли Джоди Фанкхаузер, дочери друга Ларри Дэвида. В сериале «Втайне от родителей» у Бялик была второстепенная роль советника руководства школы. Она также сыграла роль в ситкоме «Долго и счастливо», в котором она вновь снималась с двумя актёрами из сериала «Блоссом» Дженной фон Ой и Майклом Стояновым.
В 2010 году она присоединилась к актёрскому составу сериала «Теория Большого взрыва» в роли Эми Фарры Фаулер. Впервые она появилась в сериале в конце третьего сезона шоу, в качестве потенциальной девушки Шелдона Купера (Джим Парсонс). Начиная с восьмого эпизода четвёртого сезона её героиня стала одним из главных персонажей ситкома. В сериале она играла нейробиолога, которым является и в реальной жизни.

## Личная жизнь
В 2003—2013 годах Маим была замужем за Майклом Стоуном. У бывших супругов есть два сына — Майлз Рузвельт Бялик-Стоун (род.10.10.2005) и Фредерик Хешель Бялик-Стоун (род.15.08.2008).
15 августа 2012 года Маим серьёзно пострадала в автомобильной аварии в Лос-Анджелесе (штат Калифорния, США).

## Фильмография
| Год       |    | Русское название                       | Оригинальное название                    | Роль                        |
| --------- | -- | -------------------------------------- | ---------------------------------------- | --------------------------- |
| 1987      | с  | Красавица и чудовище                   | Beauty And The Beast                     | Элли                        |
| 1988      | с  | Факты из жизни                         | The Facts of Life                        | Дженнифер Коул              |
| 1988      | ф  | Тыквоголовый                           | Pumpkinhead                              | Кристин Уоллас              |
| 1988      | ф  | На пляже                               | Beaches                                  | юная Сиси                   |
| 1988—1989 | с  | Уэбстер                                | Webster                                  | Фрида                       |
| 1989—1990 | с  | Секретный агент Макгайвер              | MacGyver                                 | Лиза Вудман                 |
| 1989—1990 | с  | Пустое гнездо                          | Empty Nest                               | Лори Кинкейд                |
| 1990      | с  | Мерфи Браун                            | Murphy Brown                             | Натали                      |
| 1990      | с  | Моллой                                 | Molloy                                   | Моллой Мартин               |
| 1990      | с  | Доктор Дуги Хаузер                     | Doogie Howser, M.D.                      | Кэндейс                     |
| 1990      | мф | —                                      | The Kingdom Chums: Original Top Ten      | Пити                        |
| 1990—1995 | с  | Блоссом                                | Blossom                                  | Блоссом Руссо               |
| 1993      | с  | Чудесные годы                          | The Wonder Years                         | школьная болельщица         |
| 1993      | с  | Скрытая комната                        | The Hidden Room                          | Джилли                      |
| 1994      | ки | —                                      | Thumbelina Narrated by Mayim Bialik      | рассказчица                 |
| 1994      | тф | Не пей воду                            | Don’t Drink the Water                    | Сьюзан Холландер            |
| 1994—1995 | с  | Шоу Джона Ларрокетта                   | The John Larroquette Show                | Рейчел                      |
| 1995      | мс | Запутанные сказки о коте Феликсе       | The Twisted Tales of Felix the Cat       | голоса                      |
| 1995—1996 | мс | —                                      | The Adventures of Hyperman               | Бриттани Брайт              |
| 1996      | мс | Невероятные приключения Джонни Квеста  | The Real Adventures of Jonny Quest       | Люси / Джулия / француженка |
| 1996      | мс | Настоящие монстры                      | Aaahh!!! Real Monsters                   | Синди / тинейджер #2        |
| 1996—1999 | мс | Эй, Арнольд!                           | Hey Arnold!                              | Мария                       |
| 1997      | мс | Экстремальные охотники за привидениями | Extreme Ghostbusters                     | девушка в будущем           |
| 1997      | мс | Джонни Браво                           | Johnny Bravo                             | Бонни / гид                 |
| 1997—2000 | мс | Переменка                              | Recess                                   | Кристен Керст               |
| 1998      | с  | Парадокс                               | Welcome to Paradox                       | Рита                        |
| 2001—2002 | мс | Ллойд в космосе                        | Lloyd in Space                           | мерзкая Синди               |
| 2003      | ки | —                                      | X2 — Wolverine’s Revenge                 | пилот / Мэй Дьюс            |
| 2003      | с  | Седьмое небо                           | 7th Heaven                               | Кэти                        |
| 2003      | мф | Каникулы: Закончился пятый класс       | Recess: Taking the Fifth Grade           | Кристен Керст               |
| 2004      | мс | Ким Пять-с-плюсом                      | Kim Possible                             | Джастин Фланнер             |
| 2005      | мс | —                                      | Katbot                                   | Пола                        |
| 2005—2007 | с  | Умерь свой энтузиазм                   | Curb Your Enthusiasm                     | Джоди Фанкхаузер            |
| 2006      | ф  | Каламазу?                              | Kalamazoo?                               | Мэгги Голдман               |
| 2009      | с  | Кости                                  | Bones                                    | Джини Гормон                |
| 2009      | с  | Спасите Грейс                          | Saving Grace                             | Эстер                       |
| 2010      | с  | Долго и счастливо                      | 'Til Death                               | доктор Бялик                |
| 2010      | с  | —                                      | ACME Saturday Night                      | ведущая                     |
| 2010      | с  | Втайне от родителей                    | The Secret Life of the American Teenager | доктор Уиламина Бинк        |
| 2010      | с  | —                                      | The Parshas                              | рассказчица                 |
| 2010—2019 | с  | Теория Большого взрыва                 | The Big Bang Theory                      | Эми Фарра Фаулер            |
| 2011      | ф  | Чикаго 8                               | The Chicago 8                            | Нэнси Каршен                |
| 2011      | тф | Собака, которая спасла Хэллоуин        | The Dog Who Saved Halloween              | Медуза                      |
| 2014      | мф | Могучая Семёрка Стэна Ли               | Stan Lee’s Mighty 7                      | леди Лайтинг                |
| 2014      | ф  | —                                      | Master of a Good Name                    | н/д                         |
| 2015      | мс | Вспыш и чудо-машинки                   | Blaze and the Monster Machines           | Сфинкс                      |
| 2015      | тф | Полёт перед Рождеством                 | The Flight Before Chrismas               | Стефани Мишель Хант         |
| 2016      | с  | —                                      | YidLife Crisis                           | Чайя                        |
| 2016      | мс | Звёздная принцесса и силы зла          | Star vs. the Forces of Evil              | Уиллоуби                    |
| 2016      | мс | —                                      | Nina’s World                             | Дженнифер                   |
| 2017      | с  | —                                      | Rhett and Link’s Buddy System            | Гленда                      |
| 2018      | с  | —                                      | The News Tank                            | Мия Бийоник                 |
| 2021      | с  | Зовите меня Кэт                        | Call Me Kat                              | Кэт                         |